# Vinson Detenamo
Vinson Franco Detenamo – nauruański działacz sportowy i polityk, były przewodniczący Nauruańskiego Komitetu Olimpijskiego i były członek parlamentu Nauru.

## Życie prywatne
Vinson Detenamo urodził się w dystrykcie Buada. Razem z żoną Violą, mają dziesięcioro dzieci (osiem córek i dwóch synów). Ich syn Itte, oraz córka Michaela, są sztangistami i reprezentantami swojego kraju na arenie międzynarodowej. Jego bratanek Quincy, był członkiem reprezentacji Nauru na Letnich Igrzyskach Olimpijskich w Atlancie. Jednak w 2005 roku, został uznany za winnego śmierci australijskiej prostytutki Grace Ilardi, którą miał zamordować 17 lipca 2004 roku. Odsiaduje wyrok 9 lat pozbawienia wolności.

## Kariera
Detenamo reprezentuje okręg wyborczy Buada. Startował m.in. w wyborach parlamentarnych w 2003, 2004, 2007, 2008 oraz w kwietniowych i czerwcowych wyborach z 2010 roku. Tylko wybory z 2003 roku dały mu miejsce w parlamencie. W 2004 roku stracił mandat poselski na rzecz Rolanda Kuna.
Detenamo jest także współzałożycielem Nauruańskiego Komitetu Olimpijskiego powstałego w 1991 roku (wówczas był ministrem sportu Nauru). Był jego długoletnim przewodniczącym, w 2009 roku zastąpił go Marcus Stephen.
Detenamo jest także przewodniczącym Commonwealth Weightlifting Federation.